# Восстание в Соуэто

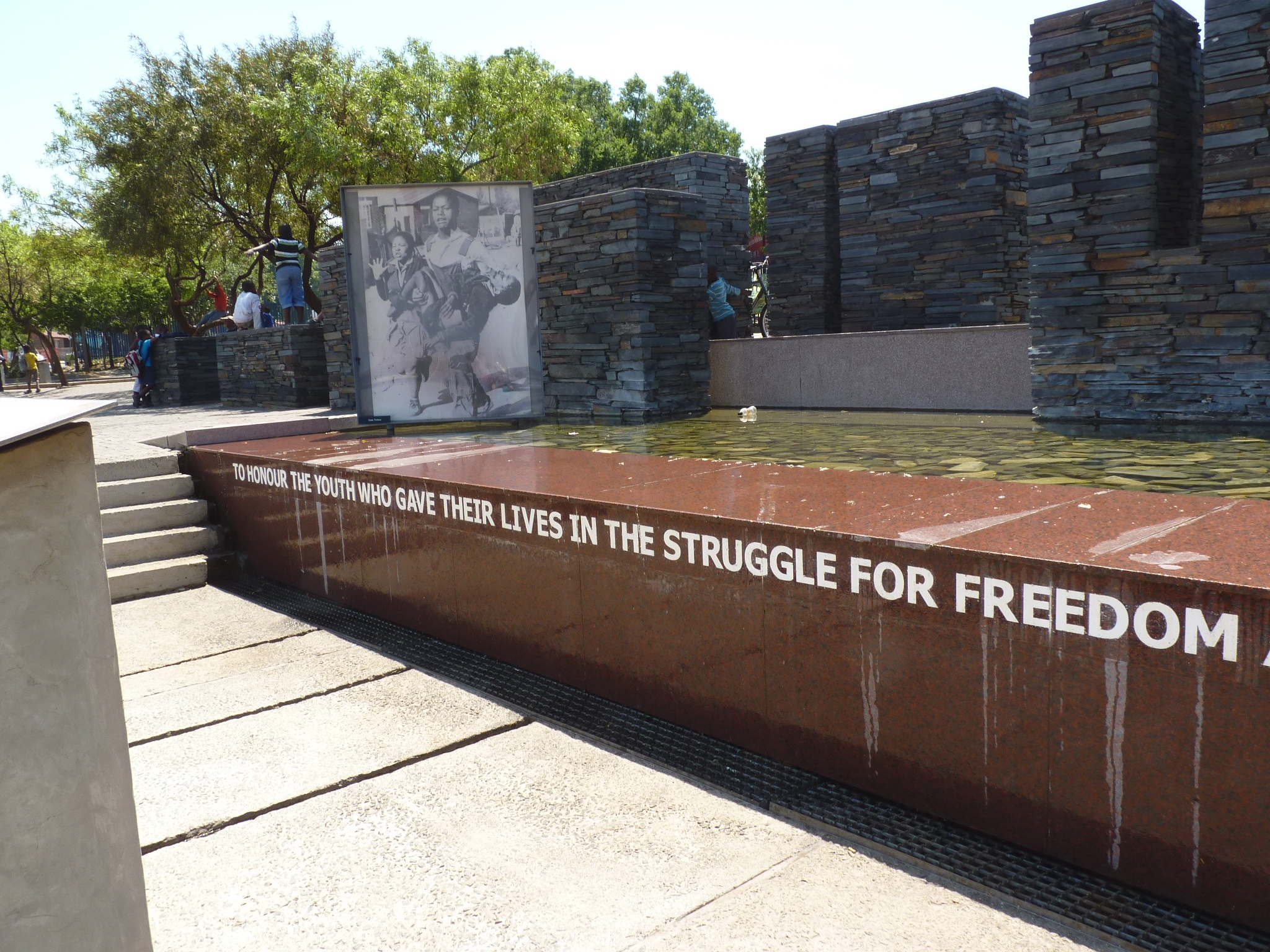
Монумент в память Гектора Петерсона

Восстание в Соуэто — серия массовых протестов чернокожих учащихся в ЮАР эпохи апартеида, начавшаяся утром 16 июня 1976 года в городе Соуэто.
Беспорядки начались на фоне протестов против введения языка африкаанс в качестве обязательного языка обучения в местных образовательных учреждениях (согласно закону 1974 года, большая часть школьных предметов с 1975 года должна была преподаваться на нём, несколько предметов — на английском, а на языках коренных народов могли преподаваться лишь богословие, музыка и физкультура). Утром 16 июня от 10 до 20 тысяч учащихся Соуэто не пошли в школы в знак протеста, собравшись на местном стадионе «Орландо» на митинг и затем отправившись процессией в количестве от 3 до 10 тысяч человек к одной из школ города с антиафриканерскими лозунгами.
Один из южноафриканских полицейских, которых направили на подавление беспорядков, произвёл выстрел, после чего некоторые из детей швырнули в полицейских камни, начались крики, последовали новые выстрелы. Некоторые полицейские, как сообщается, спустили на протестующих собак, но те встретили их градом камней и убили несколько животных. После этого полицейские стали стрелять непосредственно в детей, и ситуация окончательно вышла из-под контроля. Одним из первых погибших стал 13-летний школьник Гектор Петерсон, который впоследствии стал символом восстания в Соуэто. За первый день беспорядков погибло 23 человека, в том числе двое белых, одним из которых был доктор Мелвилл Эдельштейн, много сделавший для улучшения социального обеспечения чернокожих. Было также большое количество раненых, в основном чернокожих, но некоторые больницы не принимали их, а если и принимали, то в медицинских картах писали, что у пострадавших абсцессы, а не пулевые ранения.
На следующий день приказом министра Крюгера на улицы Соуэто было выведено 1500 вооружённых полицейских, несколько бронемашин, небо патрулировалось вертолётами, однако протестующих это не остановило, а беспорядки перекинулись и на другие города страны. С 17 по 18 июня волна насилия охватила Кагисо, в августе были серьёзные беспорядки в Порт-Элизабете, в августе—сентябре — в Кейптауне. Окончательно сопротивление протестующих было подавлено только к концу года, точное количество погибших и раненых неизвестно до сих пор. Число убитых, по различным оценкам, составляет от 176 до 700 человек, а раненых — от тысячи до нескольких тысяч, хотя тогдашнее правительство ЮАР признало гибель только 23 чернокожих учащихся. ООН, АНК и правительства многих стран выступили с заявлениями, осуждающими расправы над школьниками, в самой ЮАР также прошло несколько демонстраций, в том числе белых учащихся, протестующих против подавления беспорядков.
В современной ЮАР день 16 июня празднуется как День молодёжи. О восстании в Соуэто написано несколько романов и снято несколько фильмов.